# Sasa del Abadiado
Sasa del Abadiado (en aragonés Sasa de l'Abadiato) es una localidad de la comarca Hoya de Huesca que pertenece al municipio de Loporzano en la provincia de Huesca, España. Situada en el centro de lo que fuera el abadiado de Montearagón, su distancia a Huesca es de 12 km.

## Geografía humana

### Demografía
| Gráfica de evolución demográfica de Sasa del Abadiado entre 1842 y 1960 |
| |
| Población de derecho según los censos de población del INE Población de hecho según los censos de población del INEEn este censo se denominaba Sarsa del Abadiado: 1842 Entre el censo de 1970 y el anterior, este municipio desaparece porque se integra en el municipio 22150 (Loporzano) |

| 1970 | 2000 | 2001 | 2002 | 2003 | 2004 |
| ---- | ---- | ---- | ---- | ---- | ---- |
| 57   | 38   | 38   | 38   | 36   | 37   |

## Historia
- El 1 de abril de 1938 era de Inés Alonso de Castelnovo (SINUÉS,N.º. 1622)
- En 1543 era de un tal don Juan (censo de 1543)
- En el siglo XVI era de Francisco Mendoza (DURÁN, Geografía, p.72)
- 1960 - 1970 se une a Loporzano

## Monumentos
- Parroquia dedicada a Santa María
- Ermita de San Vicente
- Importante necrópolis medieval de sarcófagos y lajas